# Ophiomyia fasciculata
Ophiomyia fasciculata är en tvåvingeart som beskrevs av Malloch 1934. Ophiomyia fasciculata ingår i släktet Ophiomyia och familjen minerarflugor. Inga underarter finns listade i Catalogue of Life.